# Chester (Name)
Chester ist ein im englischen Sprachraum verbreiteter männlicher Vorname und Familienname britischer Herkunft. Er geht auf die gleichnamige Stadt in England zurück. Ein häufiges Diminutiv des Vornamens ist Chet.

## Namensträger

### Vorname
- Chester A. Arthur (1829–1886), 21. Präsident der Vereinigten Staaten
- Chester A. Chesney (1916–1986), US-amerikanischer Politiker
- Chester Burton „Chet“ Atkins (1924–2001), US-amerikanischer Country-Musiker
- Chester Bennington (1976–2017), US-amerikanischer Rock-Sänger
- Chester Brown (* 1960), kanadischer Comiczeichner
- Chester Burnett (1910–1976), bekannt als Howlin’ Wolf, US-amerikanischer Blues-Musiker
- Chester Carlson (1906–1968), US-amerikanischer Physiker und Erfinder
- Chester Conklin (1886–1971), US-amerikanischer Schauspieler
- Chester Conn (1894–1873), US-amerikanischer Komponist
- Chester Crocker (* 1941), US-amerikanischer Politikwissenschaftler
- Chester Cruikshank (1913–1970), US-amerikanischer Leichtathlet
- Chester Dale (1883–1962), US-amerikanischer Banker und Kunstpatron
- Chester Gould (1900–1985), US-amerikanischer Comiczeichner
- Chester E. Holifield (1903–1995), US-amerikanischer Politiker
- Chester Himes (1909–1984), US-amerikanischer Schriftsteller
- Chester Kallman (1921–1975), US-amerikanischer Schriftsteller
- Chester Ludgin (1925–2003), US-amerikanischer Opernbariton
- Chester Morris (1901–1970), US-amerikanischer Schauspieler
- Chester W. Nimitz (1885–1966), US-amerikanischer Fünf-Sterne-Admiral
- Chester Rutecki (1916–1976), US-amerikanischer Boxer
- Chester Taylor (Footballspieler) (* 1979), US-amerikanischer American-Football-Spieler
- Chester W. Taylor (1883–1931), US-amerikanischer Politiker
- Chester Thompson (* 1948), US-amerikanischer Schlagzeuger
- Chester Sidney Williams (1907–1992), US-amerikanischer Autor und Pädagoge
- Chester Williams (1970–2019), südafrikanischer Rugbyspieler und -trainer
- Chester Williams (* 1973), britischer Polizeioffizier
- Rudy Yakym (* 1984 als Rudolph Chester Yakym), US-amerikanischer Politiker

### Familienname
- Matilda of Chester, Countess of Huntingdon (1171–1233), anglonormannische Adlige

- Bob Chester (1908–1975), US-amerikanischer Tenorsaxophonist
- Charlie Chester, britischer Komiker und Radiostar
- Chris Chester (* 1983), US-amerikanischer American-Football-Spieler
- Colby Chester (* 1941), US-amerikanischer Schauspieler
- Craig Chester (* 1965), US-amerikanischer Schauspieler und Drehbuchautor
- Elroy Chester (1969–2013), US-amerikanischer Schwerkrimineller und Serienmörder
- Frederick Dixon Chester (1861–1943), Pilzkundler und Mikrobiologe
- George Randolph Chester (1869–1924), US-amerikanischer Schriftsteller, Drehbuchautor, Filmdirektor und -produzent
- Ilan Chester (* 1952), venezolanischer Musiker und Sänger
- Jacques Chester (* 1980), australischer Gewichtheber
- James Chester (* 1989), walisisch-englischer Fußballspieler
- Norman Chester (1907–1986), britischer Politik- und Verwaltungswissenschaftler
- Vanessa Lee Chester (* 1984), US-amerikanische Schauspielerin